# Río Kapuskasing

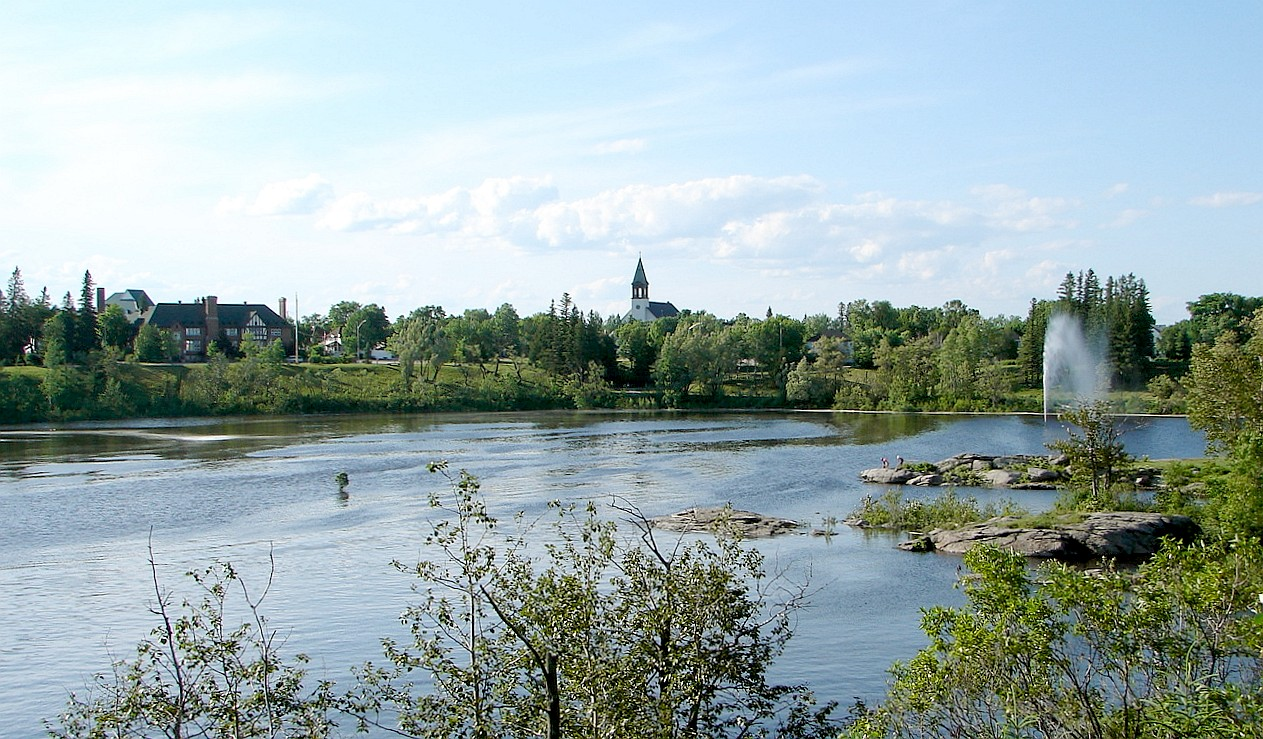
Imagen del río Kapuskasing

El río Kapuskasing es un curso de agua en la cuenca de drenaje de la Bahía James en el Distrito Cochrane y Distrito Algoma en el noreste de Ontario, Canadá. El río es un afluente izquierdo del río Mattagami.